# Der Gefangene von Zenda (1913)
Der Gefangene von Zenda ist ein US-amerikanischer Abenteuerfilm von Edwin S. Porter und Hugh Ford aus dem Jahr 1913. Der Stummfilm basierte auf dem gleichnamigen Roman von Anthony Hope (basierend auf dem Stück von Edward E. Rice) und ist dessen erste Verfilmung.
1913 versuchte Adolph Zukor, den New Yorker Theaterschauspieler James K. Hackett zu überzeugen, die Rolle im Film zu spielen, die er auf der Bühne etliche Male gespielt hatte. Das Medium des Films war noch in den Kinderschuhen und so war Hackett zunächst nicht begeistert. Schließlich überredete er ihn doch.
Der Website silentera.com zufolge war der Film eine Zeit lang verschollen; die Library of Congress besitzt ein Exemplar sowie das International Museum of Photography and Film im George Eastman House.

## Handlung
Der Engländer Rudolf Rassendyll reist zur Krönung des Prinzen Rudolf V. in das europäische Fantasieland Ruritanien. Rassendyl ist entfernt mit dem zukünftigen König verwandt. Die ruritanischen Offiziere Oberst Sapt und Hauptmann Fritz von Tarlenheim sind von der Ähnlichkeit Rassendylls mit dem Rudolf V. verblüfft und laden ihn in eine Jagdhütte zu einem Treffen mit Rudolf ein. Um einen Staatsstreich durchführen zu können, wird Rassendyll in eine Intrige eingespannt, ohne es zu wissen. Nach diversen Abenteuern gelingt es Rassendyll und Königstreuen, die Intriganten zu besiegen und den Thron für Rudolf V. zu retten.

## Produktionsnotizen
Der 1912 entstandene Film feierte seine Weltpremiere in den USA am 18. Februar 1913. Wenig später, am 7. März 1913, wurde er auch im Deutschen Reich aufgeführt.